# Valentina Stredini
Valentina Stredini (Roma, 2 luglio 1991) è una doppiatrice e attrice teatrale italiana.
È nota per essere la voce ufficiale di Suki Waterhouse e per aver doppiato numerosi altri personaggi in film, serie TV, film d'animazione e audiolibri.

## Biografia
Valentina Stredini si è diplomata nel 2009 presso la scuola di teatro "La Stazione" diretta da Claudio Boccaccini. Nel 2012, dopo essersi diplomata presso l'Accademia di Doppiaggio di Roma diretta dai doppiatori Christian Iansante e Roberto Pedicini, ha iniziato a lavorare costantemente nel campo del doppiaggio.

## Teatro
- 2010: La pazza di Chaillot, Teatro Della Cometa Roma, regia di Marianna Cozzuto
- 2012: Parte del cast artistico di Femminilità deviate
- 2013: Amore che vieni, amore che vai, Teatro Della Cometa Roma, regia di Claudio Boccaccini
- 2013: Il buio in agguato, Teatro San Paolo, regia di Claudio Boccaccini
- 2014: Così è (se vi pare), Teatro in Portico, regia di Benedetto Gandolfo
- 2014: Adina riposa al buio, Tevere Teatro Festival, scritto e diretto da Luca Guerrini
- 2016: Lear, come ti rottamo un re, Teatro Petrolini, regia di Paolo Buglioni
- 2019: Schegge di Shakespeare, Teatro Piccolo Re di Roma, regia di Stefano Mondini
- 2019: Pensione Silla, Teatro Tirso de’ Molina, regia di Massimo Corvo
- 2024: Io sono Medea, Teatro Off Studio, regia di Roberta Gasparetti

## Doppiaggio

### Film
- Suki Waterhouse in Il concorso, Dalíland
- Connie Nielsen in Io sono nessuno, Io sono nessuno 2
- Kirby Bliss Blanton in Il giustiziere della notte - Death Wish
- Molly Shannon in Un uragano all'improvviso
- Charlotte Spencer in Il ritratto del duca
- Julia Roy in Casanova, last love
- Dove Cameron in Voglio una vita a forma di me
- Nikki Amuka-Bird in Panama Papers
- China Anne McClain in Hubie Halloween
- Ginnie Watson in Madame
- Sarah Suco in Il discorso perfetto
- Tamara al Saadi in Generazione Low Cost
- Melanie Jarnson in Blacklight
- Jessica Medina in Sezione 8
- Nicole LaLiberte in Io e Lulù
- Laura White in The Colour Room
- Q'orianka Kilcher in Il colore venuto dallo spazio
- Suki Waterhouse in Il concorso
- Natascha McElhone in Believe
- Nia Roberts in The Feast
- Jenn Lyon in The Neighbor in the Window
- Shellie Sterling in Triassic World
- Brea Grant in Lucky
- Aqueela Zoll in Flight World War
- Leandie Du Randt in Last days of American Crime
- Tamara Al Saadi in Generazione Low Cost
- Malin Crépin in Don't Look at the Demon
- Alicia Agneson in The Courier
- Rebecca Gibel in Spenser Confidential
- DeShawn White in Motherless Brooklyn - I segreti di una città
- Sara Malakul Lane in Kickboxer: Retaliation
- Tumie Ngumla in INumber Number - L'oro di Johannesburg
- Johanna Francella in La rapina del secolo
- Anis Doroftei in Full of Grace - Llenos de Gracia
- Tato Alexander in Apprendista papà
- Jemima West in Testimone misterioso
- Jeanne Goursaud in Old People
- Verónica Echegui in Non c’è due senza…
- Sonja Gerhardt in Magic Kids - L'eclissi solare
- Alyona Babenko in The Crew - Missione impossibile
- Jesyca Marlein in The Shadow Strays
- Jemima Rooper in Here
- Wunmi Mosaku ne I peccatori

### Film d'animazione
- I Puffi - Viaggio nella foresta segreta (Jade)[1]
- Ralph spacca Internet (Debbie)[2]
- Q-Force (Principessa Mira Popadopoulus)
- Agenzia Segreta Controllo Magia (Regina delle Sirene)
- La fortuna di Nikuko (Voce narrante)
- Una notte al museo - La vendetta di Kahmunrah (Sacagawea)
- Strange World - Un mondo misterioso (Callisto Mal)
- Argonuts - Missione Olimpo (Afrodite)[3]
- Black Clover: La spada dell'imperatore magico (Mereoleona Vermillion)[4]

### Film TV e miniserie
- Jessica Blackmore in Baby Obsession, Per amore di Megan
- Jillian Nelson in Destruction: Las Vegas
- Tara Wilson in Once Upon a Holiday
- Megan Fox in Johnny & Clyde
- Pamela Bell in Ballo all'ultimo sangue
- Amy Loiuse Pemberton in Sognando Parigi
- Yolanthe Sneijder-Cabau in The Biggest Slime movie ever
- Jhey Castles in Sinister Stepsister
- Susie Abromeit in Romance at the Vineyard
- Lauren Elyse Buckley in DC Down
- Katrina Begin in Un compleanno quasi perfetto - The Party Planner
- Rachele Brooke Smith in Bridal Nightmare
- Kim Kardashian in Temptation: Confessions of a Marriage Counselor
- Marquita Goings in Christmas Wishes and Mistletoe Kisses
- Miriam McDonald in Il Natale di Grace
- Suki Waterhouse in Burn - Una notte d'inferno
- Elizabeth Tan in Christmas Special
- Marlie Collins in Natale a Hudson Springs
- Aurore Erguy in Delitto a Mulhouse
- Marijana Micic in How I Learned to Fly
- Jennifer Mischiati in Dead Bride
- Nicola Correia Damude in Un principe sotto l'albero
- Alexandria DeBerry in Chi ha ucciso mia sorella?
- Sarah Podemski in Amore in Alaska
- Jenn Lyon in Ossessione a prima vista
- Khamisa Wilsher in Il bodyguard e la principessa
- Marycarmen Lopez in Feliz NaviDAD
- Donna Feldman in Pazzie d'amore
- Cassandra M. Parker in Fama da assassino
- Elizabeth Weinstein in Il ritmo dell’amore
- Andrea Brooks in A harvest Wedding - Un matrimonio in campagna
- Fiona Vroom in Deliver by Christmas
- Kathryn Kohut in Un amore scolpito nel ghiaccio
- Sandrine Quétier in Delitto nel Jura
- Nagisa Morimoto in Attacco al potere - Paris Has Fallen

### Serie televisive
- Melissa DuPrey in Grey's Anatomy
- AnnaLynne McCord e Christiani Pitts in Power Book III: Raising Kanan
- Scarlett Byrne in Falling Skies
- Diany Rodriguez e Gillian Alexy in The Blacklist
- Tina Sircar e Emmanuelle Vaugier in Supergirl
- Samantha Jane Williams in The Resident
- Miranda Edwards in Snowpiercer
- Libby Osler e Jane Benoit in Virgin River
- Emily Alabi in Joe Pickett
- Jessica Impiazzi in C.B Strike Troubled Blood
- Eleanor Fanyinka in Constellation
- Sinead Phelps in Carnival Row
- Frankie Adams in Ascolta i fiori dimenticati
- Mouzam Makkar in Naomi
- Shannon Kane in Reasonable Doubt
- Natasha Hall in Il metodo Kominsky
- Lily Rains in Animal Kingdom
- Karen Gillan in Calls
- Nichole Bloom in Maggie
- Antonia Clarke in The Serpent Queen
- Mehwish Hayat in Ms. Marvel[5]
- Abby Corrigan in American Horror Stories
- Christina Vidal in The Terminal List
- Emily Althaus in Invasion
- Angela Sithole in Savage Beauty
- Sofia Hasmik in Superman & Lois[6]
- Sarah Oh in Pam & Tommy
- Annie Briggs in Chucky
- Jamie Clayton in The L Word: Generation Q
- Sofia Vassilieva e Teesha Renee in Black Lightning
- Dina Shihabi in Archive 81 - Universi alternativi
- Crystal Balint in Babysitter’s guide to monster hunting
- Lotus Etrog in Spyders
- Aya Samaha in Paranormal -2020
- Ashley Dulaney in 9-1-1: Lone Star
- Cynthia Mendez in You Me Her
- Mariama Gueye in Crossroads
- Emily Alabi in Runaways
- Jennifer Baxter in October Faction
- Irene White in Speechless
- Alison Lourder in Suits
- Brooke Williams in Agents of S.H.I.E.L.D.
- Christie Laing in iZombie
- Diana Bentley in Channel Zero
- Remmie Milner in Save Me
- Sara Waisglass in October Faction
- Stephanie Beard e Ashley Rickards in The Flash
- Juliette Angelo in Shameless
- Hannah Spear in Star Trek: Discovery
- Gökçe Eyüboğlu in La forza di una donna
- Kristen Sieh in House of Cards - Gli intrighi del potere
- Erinn Hayes in A.P. Bio
- Alexandra Henrikson in Maniac
- Molly Griggs in Succession
- Amy Manson in The White Princess
- Amanda Arcuri in Degrassi: Next Class
- Julia Brown in Shetland
- Lottie Tolhurst in Padre Brown
- Salomè Gunnarsdottir in Progetto Lazarus
- Laura Osma in El Chapo
- Chica Amatayakul in The Serpent
- Peri Baumeister in Il cane che dorme
- Nathalie Blanc in Profiling
- Mariama Gueye in Sophie Cross - Verità nascoste
- Caroline Darchen in Paris Police 1900
- Parmis Amini in Golden Hour
- Katishcka Kiara in Blood & Water
- Veslemøy Mørkrid in Occupied
- Serra Ariturk in The Club
- İncinur Sevimli in My Home My Destiny[7]
- Melis Sevinç in Dreams and Realities - La forza dei sogni

### Cartoni animati
- Simone (Mamma)
- DuckTales (Zenith)
- Marvel's Spider-Man (Shannon)
- The Creature Cases (Minatrice)
- 7 Seeds (Ran)
- B The Beginning (Izanami)
- The Seven Deadly Sins - Nanatsu no taizai (Freesia)
- Super Monsters - Spring Special (Dr. Jekyl)
- Daniel Spellbound (Elyse)
- Big Mouth (stag.6) (Bernie Sanders)
- Case File nº221: Kabukicho (Lucy Morstan)
- Kemono Michi: Rise Up (Roze)
- Junji Ito Maniac: Japanese Tales of the Macabre (Narumi)

### Videogiochi
- Lucy Strand in Death Stranding 2: On The Beach (2025)[8]

### Audiolibri
- Non avevo gli occhi blu di Catrinel Marlon
- Era mia madre di Laia Caputo
- Luna d’inverno di Ilaria Varese
- Veleno di Cristina Zagabria

### Altre attività
Cortometraggio: ''Chiesa e Stato vol. 1 - Potere spirituale'' (2013), regia di Umberto Baccolo, nel ruolo di Maria
Spot pubblicitari: Speaker degli spot di ITA Airways